# Yves Carcelle
Yves Carcelle est un homme d'affaires français né le 18 mai 1948 à Paris où il est mort le 31 août 2014,.
Il est président-directeur général de Louis Vuitton et membre du comité exécutif du groupe LVMH. En raison d'une longue maladie, il est contraint de quitter ses fonctions en 2012.

## Biographie

### Formation
Il est diplômé de l'École polytechnique (de la promotion 1966) et de l'INSEAD. Vers la fin des années 1960, il s'oriente vers le marketing.

### Carrière
Yves Carcelle commence sa carrière chez Spontex et Absorba ; il reste cinq ans chez cette dernière. Après avoir dirigé Descamps entre 1985 et 1989, Bernard Arnault lui propose de rejoindre le groupe LVMH au poste de directeur de la stratégie, et en 1990, il devient PDG de la filiale Louis Vuitton. Sous sa direction, le malletier diversifie ses gammes de maroquinerie, entreprend de créer chaussures et prêt-à-porter, et accueille Marc Jacobs. En 1999, Yves Carcelle prend la tête du groupe « mode et maroquinerie » de LVMH,, qu'il quitte fin 2012 pour devenir vice-président de la « fondation Louis-Vuitton », remplacé par l'Espagnol Jordi Constans au 1er janvier 2013.
Le bilan de sa carrière d'une vingtaine d'années chez LVMH est très positif, avec le nombre de boutiques multiplié par deux, le chiffre d'affaires par dix, l'extension vers la Chine gérée très tôt, une implantation dans toutes les plus grandes capitales du monde, et le développement de la gamme de prêt-à-porter avec Marc Jacobs.
Il est également membre du conseil d'administration du comité Colbert et du palais de Tokyo. 

## Distinctions
Yves Carcelle est fait officier de la Légion d'honneur en 2014, après avoir reçu le grade de chevalier le 23 novembre 2004.
Il est aussi nommé Honorary Member of the New Zealand Order of Merit.